# Cleistocactus strausii

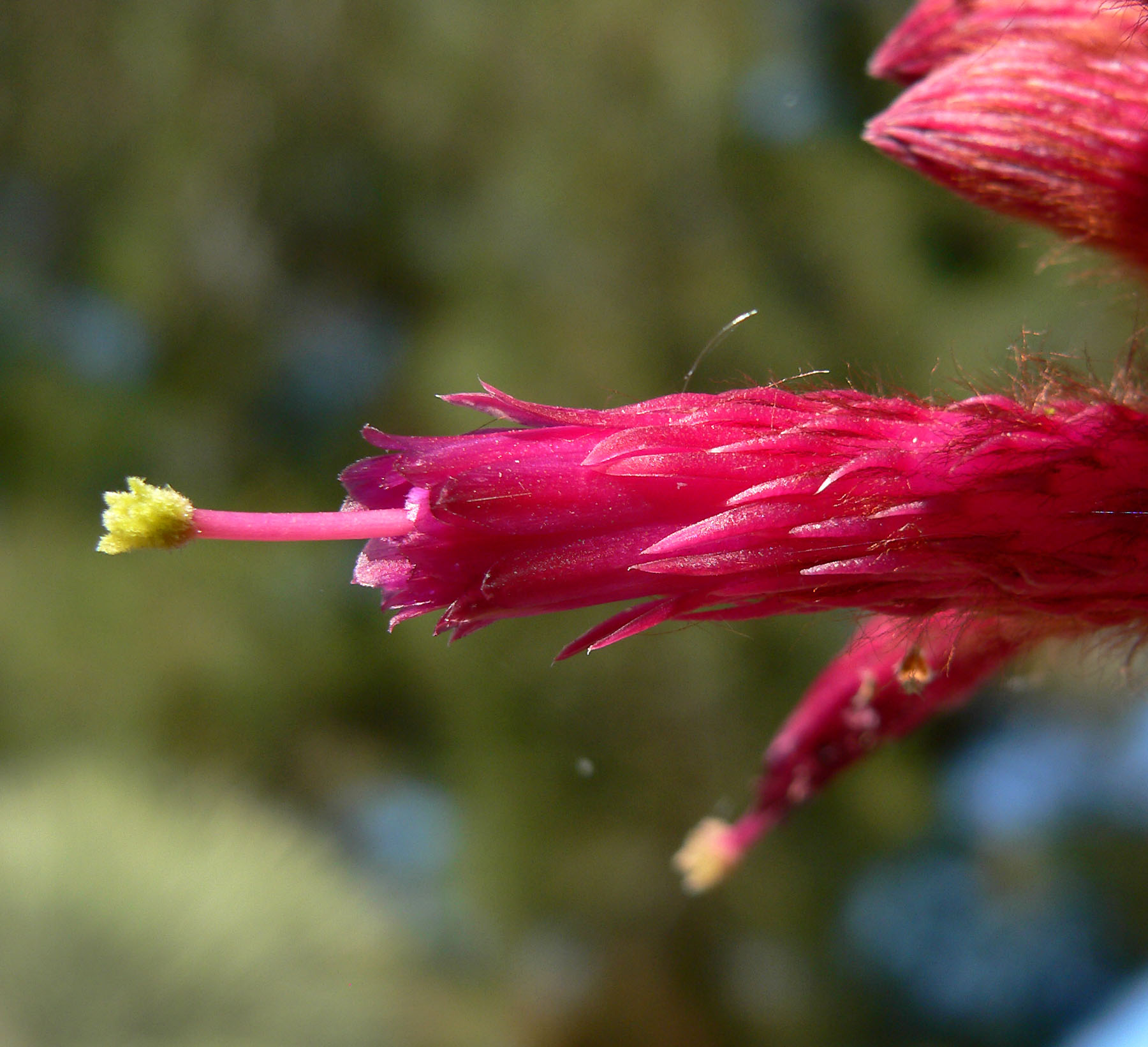
Blüte

Cleistocactus strausii, selten Silberkerzenkaktus genannt, ist eine Pflanzenart in der Gattung Cleistocactus aus der Familie der Kakteengewächse (Cactaceae). Das Artepitheton strausii ehrt L. Straus (1862–1934), einen deutschen Kaufmann und Kakteenliebhaber aus Bruchsal und Mitbegründer der Deutschen Kakteen-Gesellschaft.
Die Deutsche Kakteen-Gesellschaft sowie die Gesellschaft Österreichischer Kakteenfreunde und die Schweizerische Kakteen-Gesellschaft wählten Cleistocactus strausii 2013 zum „Kaktus des Jahres“.

## Beschreibung
Cleistocactus strausii wächst strauchig, verzweigt von der Basis aus mit mehreren, aufrechten, säulenförmigen Trieben und erreicht Wuchshöhen von 1 bis 3 Metern. Die hellgrünen Triebe erreichen Durchmesser von bis zu 8 Zentimetern und sind vollständig von der dichten, weißen Bedornung verhüllt. Es sind 25 bis 30 Rippen vorhanden. Die darauf befindlichen Areolen stehen eng beieinander. Die etwa 4 Mitteldornen sind hellgelb und bis 2 Zentimeter lang. Die 30 bis 40 weißen Randdornen sind haarartig bis borstig und 1,5 bis 5 Zentimeter lang.
Die röhrenförmigen, dunkel weinroten Blüten stehen fast gerade von den Trieben ab. Sie sind 8 bis 9 Zentimeter lang. Die Blütenröhre ist sehr dicht mit seidigen Haaren bedeckt. Die birnen- bis kugelförmigen, roten Früchte erreichen einen Durchmesser von bis zu 2 Zentimetern.

## Verbreitung, Systematik und Gefährdung
Cleistocactus strausii ist im bolivianischen Departamento Tarija in Höhenlagen von 1800 bis 2600 Metern verbreitet.
Die Erstbeschreibung als Pilocereus strausii erfolgte 1907 durch Emil Heese. Curt Backeberg stellte die Art 1934 in die Gattung Cleistocactus. Weitere nomenklatorische Synonyme sind Cereus strausii (Heese) Vaupel (1913), Borzicactus strausii (Heese) A.Berger (1926), Demnosa strausii (Heese) Frič (1929) und Cephalocereus strausii (Heese) Houghton (1930).
In der Roten Liste gefährdeter Arten der IUCN wird die Art als „Least Concern (LC)“, d. h. als nicht gefährdet geführt.

## Nachweise